# 詹姆斯·乔伊斯中心

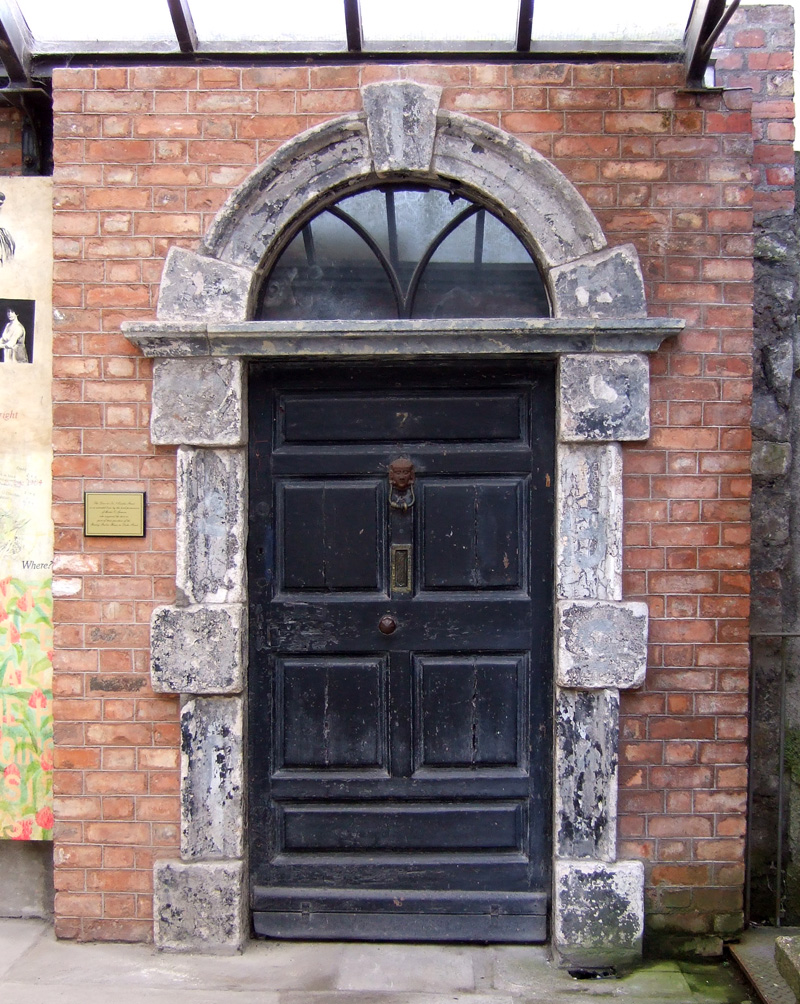
詹姆斯·乔伊斯中心埃克尔斯街7号入口

詹姆斯·乔伊斯中心（James Joyce Centre）是爱尔兰共和国都柏林的一个博物馆和文化中心，致力于促进对詹姆斯·乔伊斯的生平和作品的理解。1996年6月向公众开放。
该中心位于都柏林北大乔治街35号，